# نووایلیکوو
نووایلیکوو (به لاتین: Novoilikovo) یک منطقهٔ مسکونی در روسیه است که در باشقیرستان واقع شده‌است.